# Karel Kerševan
Karel Kerševan, slovenski lazarist in misijonar, * 12. december 1902, Trst, †  15./16. avgust 1995, Gorica.

## Življenje in delo
Rodil se je v družini malega kmeta in kmetice. V rojstnem kraju je obiskoval slovensko osnovno šolo, a je moral sredi 6. razreda, ko so očeta mobilizirali končati šolanje. Leta 1926 je končal knjigovodski tečaj. Do pomladi 1929, ko je v Ljubljani vstopil k lazaristom, je pomagal doma pri obdelovanju zemlje. Kot redovni brat je bil nameščen  v novi Misijonski tiskarni lazaristov v Grobljah pri Domžalah. Tam je ostal do kapitulacije Kraljevine Jugoslavije aprila 1941. Kot italijanski državljan je bil poslan v torinsko redovno provinco lazaristov, 1946 pa v Rim in decembra istega leta v Belgijo ter od tam v misijone v Belgijski Kongo (sedaj Demokratična republika Kongo). V misijonih se je uveljavil kot mehanik. Sodeloval pa je tudi pri električnih instalacijah v številnih misijonarskih objektih. V misijonih je delal 23 let, do 1970, ko se je zaradi bolezni moral vrniti v Evropo, najprej v Belgijo, nato pa v Italijo. Okoli leta 1925 je nekaj časa dopisoval v tržaški časopis Edinost. V času misijonskih let in tudi po vrnitvi v Evropo pa je  objavljal članke v listu Katoliški misijon. 
 Pokopan je v Trstu, tako kot njegov brat Marcel Kerševan.